# Lohme
Lohme ist eine Gemeinde im Landkreis Vorpommern-Rügen auf der Insel Rügen in Mecklenburg-Vorpommern (Deutschland). Sie grenzt an die berühmten Rügener Kreidefelsen mit der Stubbenkammer. Die Gemeinde wird vom Amt Nord-Rügen mit Sitz in der Gemeinde Sagard verwaltet.

## Geografie

### Lage

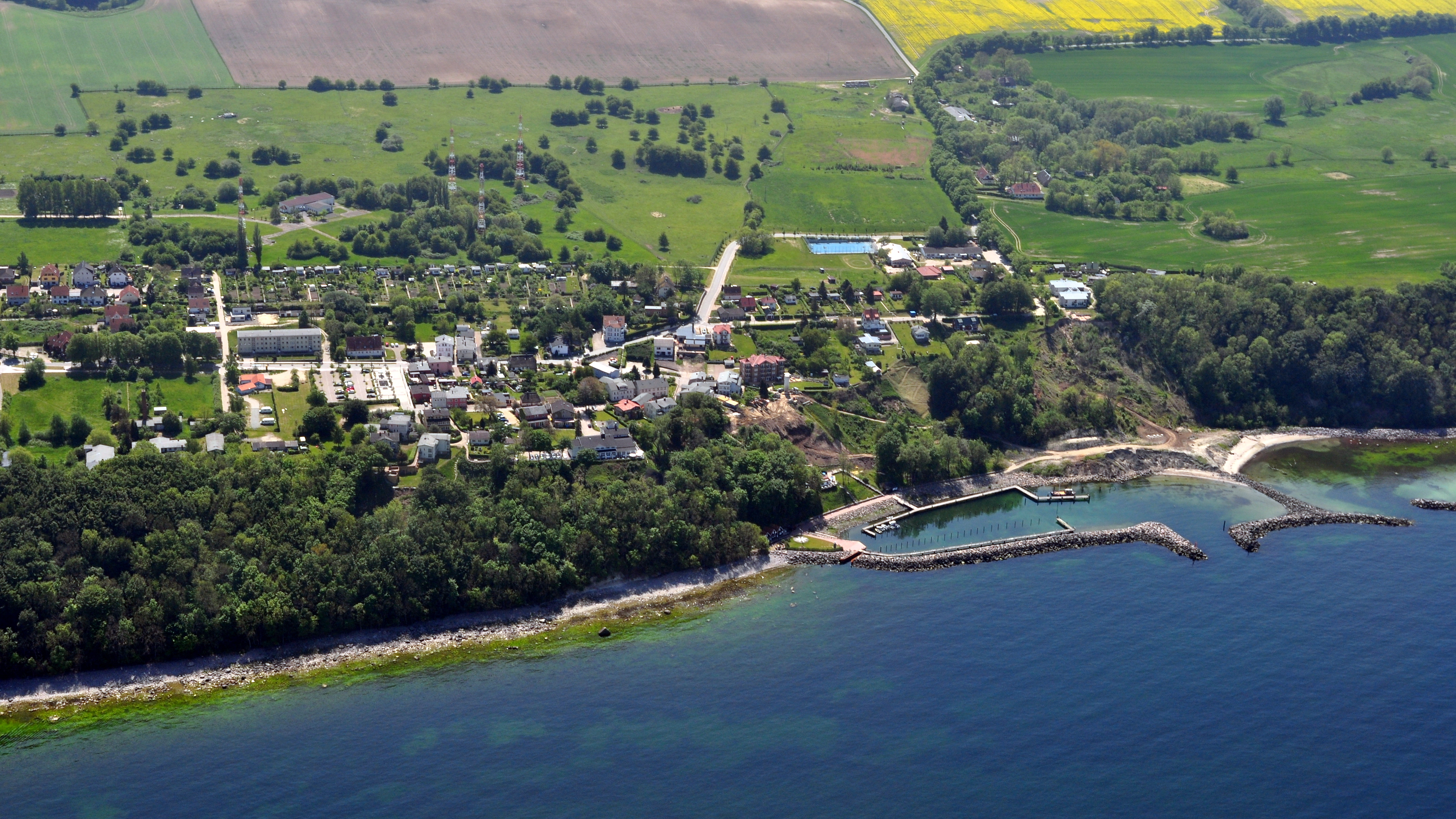
Lohme (2011)

Das alte Fischerdorf Lohme, das der Gemeinde seinen Namen gab, liegt direkt an der ungefähr 50 Meter hohen Steilküste am nördlichen Rand der Halbinsel Jasmund, die hier an den nordöstlichen Ausläufern der Stubnitz Höhenzüge bis zu 70 m ü. NN aufweist. Zum Hafen, der 1906 angelegt und 1997 modernisiert wurde, führt eine steile Treppe hinab, die nach Stabilisierungsarbeiten an dem Steilhang nun wieder begehbar ist. An Lohme grenzt der Nationalpark Jasmund.
Angrenzend von Lohme liegen die Nachbargemeinden Sassnitz im Osten, Sagard im Süden sowie Glowe im Westen. Die Stadt Sassnitz liegt im Süden.

### Ortsgliederung
Zur Gemeinde Lohme gehören die Ortsteile:
| - Bisdamitz - Blandow - Hagen - Lohme | - Nardevitz - Nipmerow - Ranzow |

### Geologie

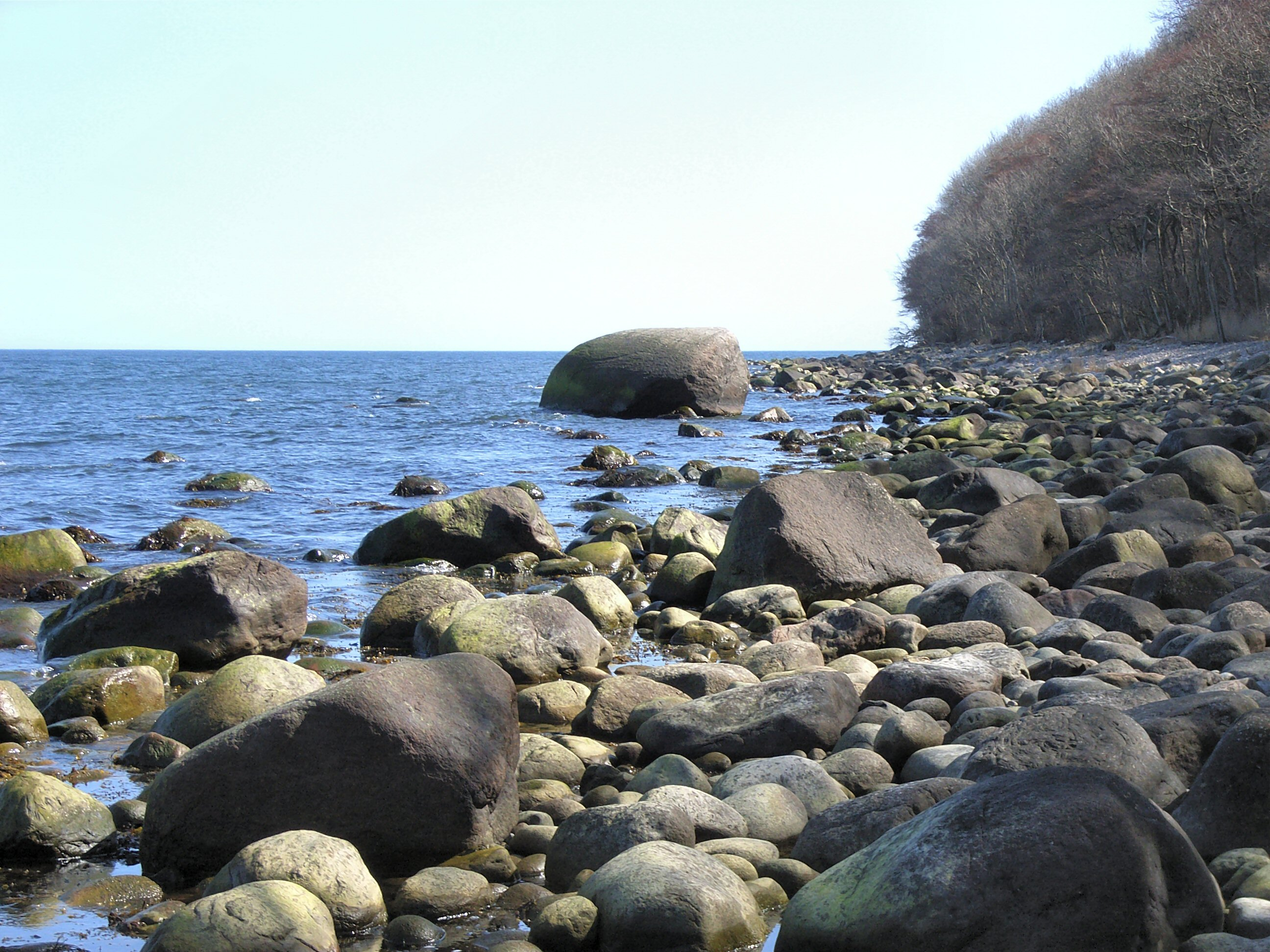
Blockstrand westlich von Lohme mit dem Findling Blandow

Die Form des Jasmunder Steilufers bei Lohme bildete sich am Ende der letzten Eiszeit vor zirka 12.000 Jahren heraus, als die Höhenzüge Jasmunds aus dem letztmals in dieses Gebiet vordringenden Eis der Nordrügerer Vorstoßstaffel herausragten. Der Gletscherstrom, der zwischen den heutigen Halbinseln Wittow und Jasmund in südwestliche Richtung vordrang, schürfte an der heutigen Steilküste vor Lohme entlang, lagerte aber auch Geschiebemergel ab, der heute nach niederschlagsreichen Wintern zu den weiter unten erwähnten Hanginstabilitäten führt. Im Zeitraum von 8000 bis 6000 Jahren vor heute stieg der Meeresspiegel der Ostsee von unter minus 20 m rasch bis auf das heutige Niveau an. Seitdem findet durch die meist starke Brandung eine Küstenerosion statt, die zu dem heute bestehenden Steinstrand geführt hat.

## Geschichte

### Jungsteinzeit bis Mittelalter

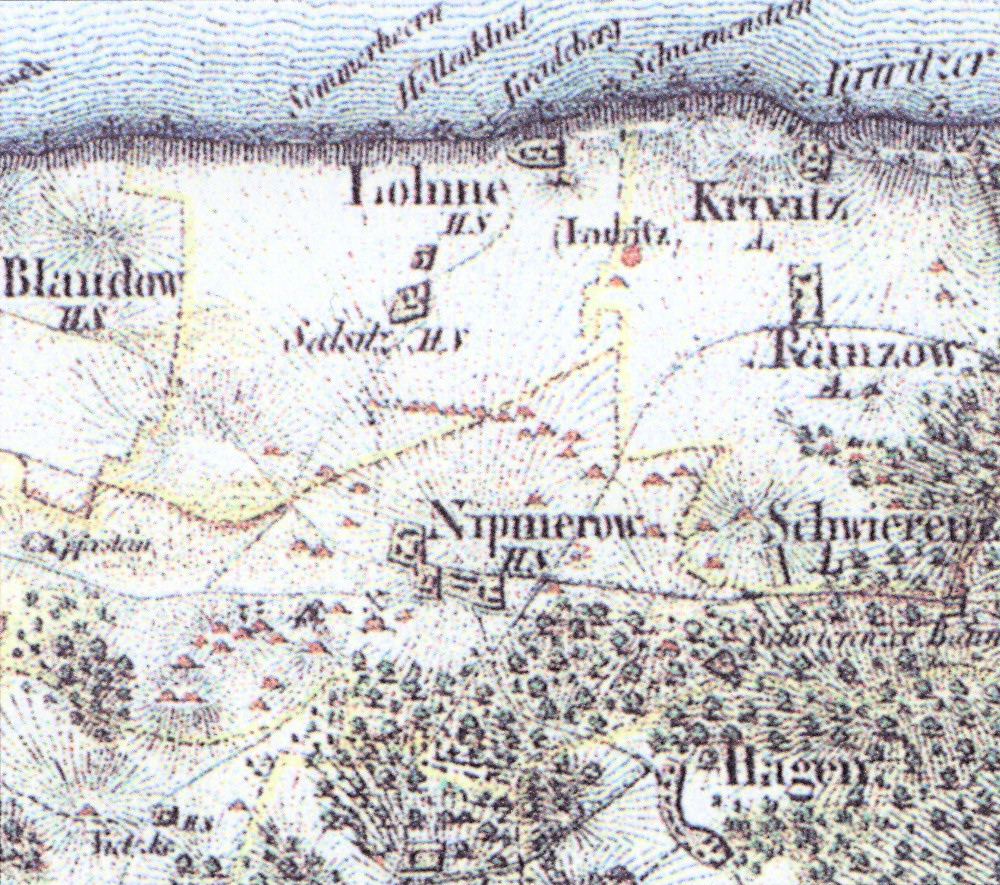
1828 noch vorhandene bronzezeitliche Hügelgräber bei Nipmerow und Lohme

Das Gebiet war in der Jungsteinzeit vor zirka 5500 Jahren besiedelt (Trichterbecherkultur).
Dies belegen Großsteingräber wie das jungsteinzeitliche Ganggrab bei Nipmerow am Magelowberg (⊙), das 1983 bei Ausgrabungen eines vermeintlichen bronzezeitlichen Hügelgrabes entdeckt wurde, das Großsteingrab Ranzow (⊙) und das Pfenniggrab (Pfennigkasten, ⊙), das erstmals 1745 erwähnt wurde. Eine bronzezeitliche Besiedlung (1800–600 v. Chr.) ist durch eine Vielzahl von Hügelgräbern bei Lohme und besonders um Nipmerow belegt. Danach gibt es Spuren menschlicher Nutzung erst wieder aus der Zeit der slawischen Besiedlung ab 800 n. Chr.
Lohme leitet sich vom altslawischen Wort lomŭ für Bruch, Windbruch, Steinbruch ab.

### 1300–1900

Der 1900 vor Lohme gestrandete Postdampfer Rex

Der Ort war bis 1325 Teil des Fürstentums Rügen, das seit 1168 unter dänischer Lehnsherrschaft stand, und danach Teil des Herzogtums Pommern. Mit dem Westfälischen Frieden von 1648 wurde Rügen und somit auch das Gebiet von Lohme ein Teil von Schwedisch-Pommern. 1815 kam Lohme als Teil von Neuvorpommern zur preußischen Provinz Pommern. Von 1818 bis zum 4. September 2011 gehörte Lohme zum Kreis/Landkreis Rügen. Nur von 1952 bis 1955 war es dem Kreis Bergen zugehörig. Die Gemeinde gehörte danach bis 1990 zum Kreis Rügen im Bezirk Rostock und wurde dann Teil des neugebildeten Landes Mecklenburg-Vorpommern. Seit 1884 zählte Lohme zu den Kur- und Badeorten, die sich zu dieser Zeit auf der Insel Rügen entwickelten. Einen besonders positiven Einfluss hierauf hatte der Ausbau der Eisenbahnstrecke bis nach Bergen auf Rügen (1883) und weiter nach Sassnitz (1891). Es wurde ein Herrenbad östlich des Schwanensteins errichtet und ein Damenbad am Strand in Richtung Blandow. Dies waren Pfahlbauten, die mit Brettern vernagelt über hölzerne Treppen ein Bad in der offenen See erlaubten, ohne dass Fremde dadurch „belästigt“ wurden. Ein Bad an breitem Sandstrand war noch nicht in Mode und die Nähe zu den Waldungen der Stubnitz sowie der freie Blick zum gegenüberliegenden Kap Arkona machten Lohme so attraktiv, dass z. B. 1924 die 154 Einwohner 1600 Kurgäste beherbergten.

### Nach 1900
In der Nacht vom 26. zum 27. Februar 1900 strandete der Postdampfer Rex der Königslinie auf dem Weg vom schwedischen Trelleborg nach Sassnitz am Strand vor Blandow bei Lohme. Es ertranken fünf Frauen, als mit einem Boot versucht wurde, sie an Land zu bringen. Das Schiff zerbrach drei Tage später in der Brandung.
Von 1905 bis 1999 war das Leuchtfeuer Ranzow in der Nähe Lohmes in Betrieb. Es blitzte alle fünf Sekunden aus einer Höhe von 55 m bis zu 14 Seemeilen weit. 2002 wurde es abgebaut und 2004 als technisches Denkmal am Kap Arkona aufgestellt.
Ein weithin sichtbares Wahrzeichen Lohmes waren die Stahlgitter-Sendemasten der ehemaligen Küstenfunkstelle Rügen Radio. Der Betrieb dieser Funksendestation begann 1932 und endete 1998, nur unterbrochen in den Nachkriegsjahren 1945 bis 1949. Der letzte Sendemast wurde am 4. April 2018 abgebaut. An dem Standort befindet sich heute ein Mobilfunkmast.
1997 wurde der Hafen von Lohme zu einem Jachthafen mit 53 Liegeplätzen ausgebaut. Seit 1997 wird der Ortskern im Rahmen der Städtebauförderung gründlich saniert.

### Buckelwal
Am Abend des 3. August 2008 konnte vor dem Hafen von Lohme ein zirka 12 m langer Buckelwal beobachtet werden, der sich in die Ostsee verirrt hatte. Am 25. Juli zuerst am Kap Arkona gesichtet, war er zunächst bis zur polnischen Ostseeküste weitergeschwommen, um anschließend auf dem Rückweg an Lohme vorbei in die Tromper Wiek zu ziehen.

### Steilhangabbruch 2005
Am 19. März 2005 brach in unmittelbarer Nähe des Lohmer Hafens auf rund 100 m Länge und 200 m Breite die Steilküste ab, wobei auf den darunterliegenden Lehm- und Mergelschichten rund 100.000 m³ Erdreich in Richtung Ostsee abrutschten. Das Diakoniehaus von Lohme, ein Betreuungsheim für Suchtkranke, das direkt an der Abbruchkante stand, entging dabei nur knapp der Katastrophe: Die Bruchkante verlief 2,5 m vor dem Haus, woraufhin das Heim zusammen mit einer Reihe weiterer Gebäude an der Abbruchkante zunächst einmal gesperrt wurde.
Nachdem diese Sperrung bis auf zwei Bungalows und das Diakoniehaus im Mai 2008 wieder aufgehoben werden konnte, wurde Letztgenanntes im Mai–Juni 2008 mit Hilfe ferngesteuerter Hydraulikzangen abgerissen, da das Erdreich Baufahrzeuge in unmittelbarer Nähe des Gebäudes nicht mehr getragen hätte. In der Folge wurden in großen Teilen von Lohme hydrogeologische Untersuchungen zur weiteren Standsicherheit der Steilküste durchgeführt, auf deren Grundlage im Juni 2009 erneut eine Nutzungsuntersagung für sechs Gebäude am Steilhang von Lohme ausgesprochen wurde.
Als zentrales Problem der Hangstabilität erwies sich dabei das namentlich im Frühjahr in großen Mengen vorhandene und durch wasserstauende Bodenschichten am Versickern gehinderte Grundwasser, auf dem die darüberliegenden Erdschichten des Ortes in Richtung Ostsee abzurutschen drohen.
Um einem weiteren Abbruch vorzubeugen, wurde von 2009 bis 2010 mit Landesmitteln eine Hangfußentwässerung durchgeführt, die das Grundwasser mittels Horizontaldränagen aus den wasserführenden Bodenschichten des Steilhangs in die Ostsee ableitet. Die dazu notwendigen Baumaßnahmen erforderten einen hohen technischen Aufwand für die Horizontaldränage. Um den Steilhang nicht weiter zu belasten, erfolgten An- und Abtransporte nur über den Seeweg. 

Mit 15 Horizontaldränagen von 32 bis 56 Metern Länge konnte der Grundwasserstand um 4,5 Meter gesenkt und  die Stabilität eines langen Steilhangabschnitts erheblich erhöht werden.

### Geschichte der Ortsteile
Ranzow wurde 1314 erstmals urkundlich erwähnt. Der Ort bzw. das Gut befand sich im Besitz der Familien von Jasmund (16. Jahrhundert), von der Osten, von der Lancken (ab 1596), von Bötticher (19. Jahrhundert bis nach 1900), Philipp Isaacsohn, von Seydlitz (20. Jahrhundert). Das romantische Herrenhaus mit hohem Turm von etwa 1900 entstand durch den Umbau eines älteren Gebäudes; von 1941 bis 1991 wurde es militärisch genutzt, seit 2001 ist es ein Hotel.

## Politik

### Gemeindevertretung und Bürgermeister
Der Gemeinderat besteht (inkl. Bürgermeisterin) aus 7 Mitgliedern. 
| Partei/Bewerber                  | Sitze |
| -------------------------------- | ----- |
| Wählergemeinschaft Bewahrt Lohme | 5     |
| Bündnis Gemeinde Lohme           | 2     |

Bürgermeister der Gemeinde ist Jörg Burwitz (Wählergemeinschaft bewahrt Lohme).

### Wappen
Das Wappen wurde am 9. Juli 2001 durch das Innenministerium genehmigt und unter der Nr. 247 der Wappenrolle von Mecklenburg-Vorpommern registriert. Das Wappen wurde von dem Sagarder Gerhard Koggelmann gestaltet.
Blasonierung: „In Blau auf einem nach hinten abgeflachten silbernen Stein ein flugbereiter gold bewehrter silberner Schwan.“

## Sehenswürdigkeiten
- Hafen Lohme mit Abbruchhang
- Schloss Ranzow und Golfplatz
- Großsteingrab Nipmerow
- Großsteingrab Ranzow

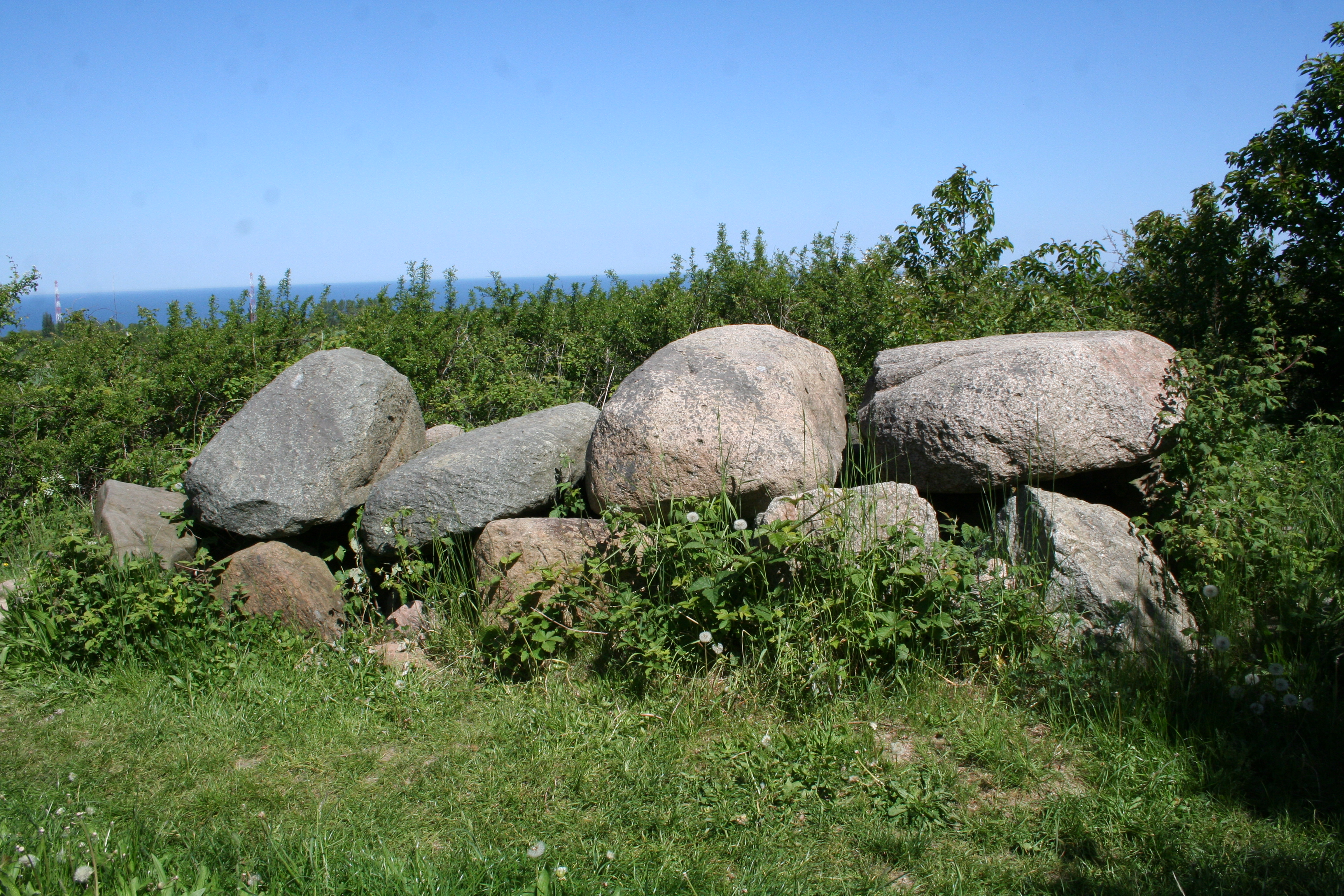
Großsteingrab Nipmerow

- Schwanenstein und Findlingsstrand in Lohme
- Findling Nardevitz
- Findling Blandow

→ Siehe auch Liste der Baudenkmale in Lohme

## Wirtschaft und Tourismus
Die Wirtschaft Lohmes ist vor allem touristisch geprägt, wobei die umliegende Landschaft die Anziehungskraft der Gemeinde ausmacht. Lohme ist Ausgangspunkt vieler Wanderwege durch den Nationalpark oder am Hochuferweg entlang in Richtung Glowe. Im Frühjahr blühen dort unzählige verschiedene Pflanzen. Von Lohme aus ist auch das Kap Arkona zu sehen. Lohme ist zudem Zielort des nördlich von Sassnitz beginnenden Hochuferweges, der über Wissower Klinken und Königsstuhl entlang der Kreideküste des Nationalparks führt.
Im Ortsteil Hagen befindet sich der Großparkplatz, der täglich von tausenden Besuchern des Nationalparks Jasmund genutzt wird, die dann die restlichen drei Kilometer zum Nationalpark-Zentrum am Königsstuhl wandern oder den Pendelbus dorthin nutzen.

## Söhne und Töchter des Ortes
- Hans Hauer (1897–?), NSDAP-Politiker und Landrat im Oberwesterwaldkreis